# Charlotte Cushman

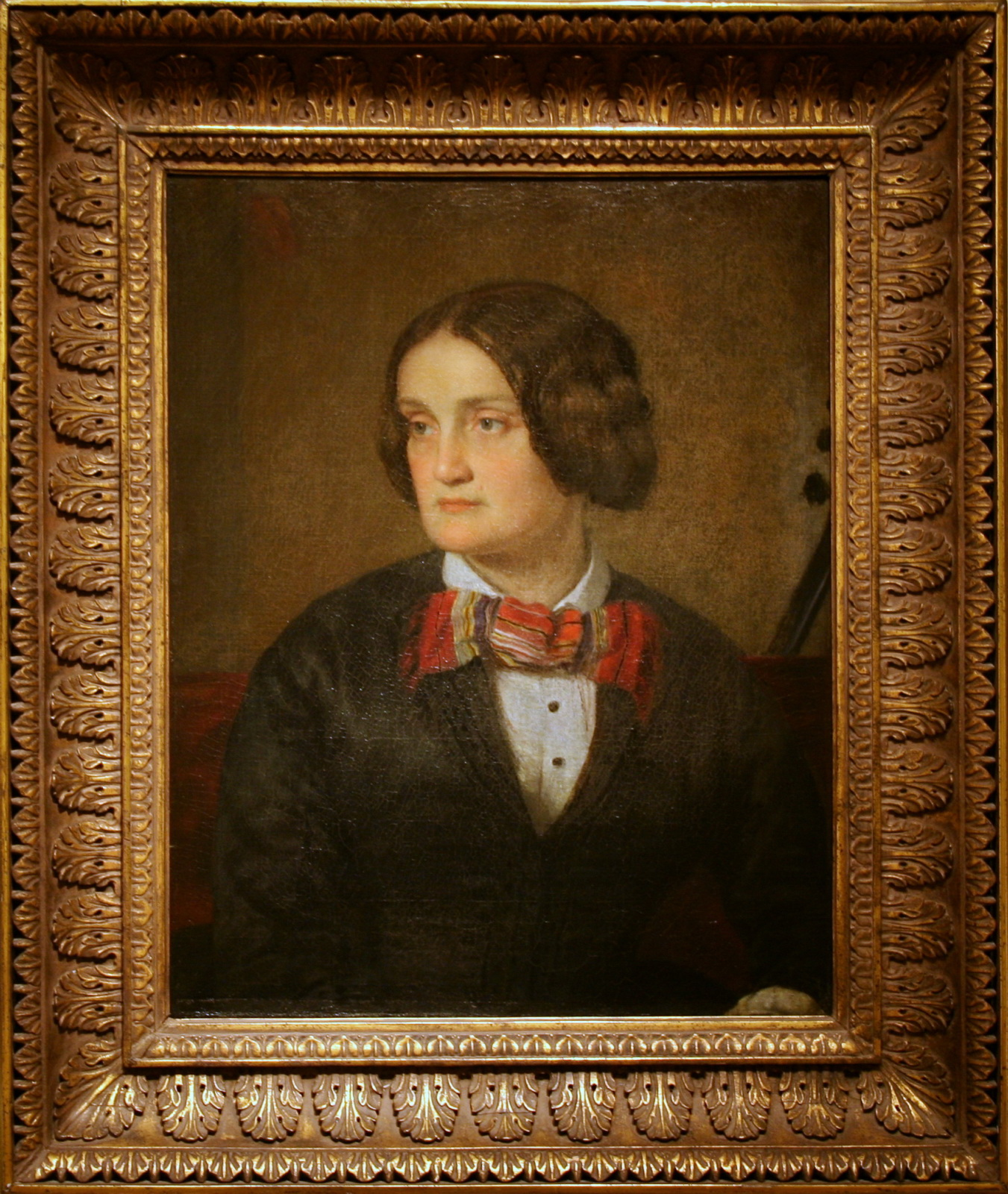
Charlotte Cushman

Charlotte Saunders Cushman, född 23 juli 1816, död 18 februari 1876, var en amerikansk skådespelare. Hon tillhörde de mest berömda scenartisterna i USA under 1800-talet. 